# Ole von Beust
Carl-Friedrich Arp Ole Freiherr von Beust (Hamburg, 1955. április 13. –) német konzervatív politikus, 2001–2010 között Hamburg főpolgármestere (Erster Bürgermeister).

## Élete
Von Beust 1955-ben született Hamburgban, édesapja az arisztokrata származású politikus, Achim Helge von Beust. 1971-ben, 16 évesen lépett be a Kereszténydemokrata Unióba. 1975 és 1983 között a Hamburgi Egyetemen jogot hallgatott. 1977 és 1985 között a párt ifjúsági tagozatának hamburgi elnöke volt. 1978 óta a hamburgi közgyűlés tagja. 1992 óta a CDU tartományi, 1998 óta országos irányító testületének tagja. 2001–2010 között Hamburg főpolgármestere (Erster Bürgermeister) volt.
2003 augusztusában komoly botrányba keveredett alpolgármestere, Ronald Schill kirúgása kapcsán. Az ügy közvetlen előzménye, hogy Beust hivatali visszaélés gyanúja miatt kirúgta Walter Wellinghausent, Schill egyik legfőbb bizalmasát. Schill ezt követően egy személyes beszélgetés során állítólag megfenyegette Beust-ot, mire az őt is kirúgta. Schill ezután sajtótájékoztatót hívott össze, amelyen Roger Kusch igazságügy-miniszter és Beust közti homoszexuális viszonyt firtatta. Beust tagadta a Kush-hoz fűződő viszonyának szexuális természetét, és Schillt zsarolással vádolta.
Bár Beust magánéletéről ritkán nyilatkozik, egy Spiegel interjúban megerősítette homoszexualitását az érdeklődő riporternek, ugyanakkor továbbra is fenntartja, hogy a magánéletéről nem kíván nyilatkozni.
2010. július 18-án egy sajtóértekezletén bejelentette – személyes okokra hivatkozva, – hogy augusztus 25-i hatállyal megválik főpolgármesteri, illetve tartományi kormányfői hivatalától.
Utódja Hamburg főpolgármesteri székében párttársa, Christoph Ahlhaus lett, aki 2011. március 7-ig maradt hivatalában.